# ナミビアの港湾
ナミビアの港湾（ナミビアのこうわん、英語: Ports and harbours in Namibia）は、ナミビアにおける港湾について記す。

## 一覧
- ウォルビスベイ港（ウォルビスベイ）
- リューデリッツ港（リューデリッツ）